# تاريخ الدولة العثمانية من النشوء إلى الانحدار
تاريخ الدولة العثمانية من النشوء إلى الانحدار كتاب تاريخي تناول فيه المؤلف د. خليل إينالجيك تاريخ الدولة العثمانية منذ تأسيسها حتى سقوطها في بداية القرن العشرين وتحدث عن الحياة الاقتصادية والثقافية والعلمية في الدولة العثمانية وتحدث عن الإدارة في الدولة العثمانية.

## الكتاب
تناول المؤلف فيه تاريخ الدولة العثمانية منذ تأسيسها حتى سقوطها
قسم المؤلف كتابه إلى أربعة أقسام كبرى
القسم الأول: بعنوان مدخل إلى التاريخ العثماني 1300-1600
وتحدث فيه المؤلف عن أصول الدولة العثمانية وكيف تحولت من إمارة حدودية إلى إمبراطورية وتحولت إلى قوة عالمية في عهد سليمان القانوني
القسم الثاني: بعنوان الدولة
تحدث فيه عن إدارة الدولة وإدارة الولايات التابعة لها وعن مدى التزام العثمانيين بالشريعة الإسلامية.
القسم الثالث بعنوان الحياة الاقتصادية والاجتماعية
تحدث فيه عن التجارة الدولية في الدولة العثمانية وتحدث فيه أيضا عن المدن العثمانية والمواصلات بينها وعن أصناف التجار في تلك المدن.
القسم الرابع والأخير بعنوان الدين والثقافة
تحدث فيه المؤلف عن التعليم والمدارس والعلماء في الدولة العثمانية وعن العلوم الإسلامية

## ترجمات الكتاب
الكتاب مؤلف باللغة التركية لكنه ترجم إلى عدة لغات منها
•	اللغة الإنكليزية ظهرت النسخة المترجمة في لندن عام 1973 م. واشترك في ترجمته مترجمَينِ ضليعين بتاريخ الدولة العثمانية

اللغة اليوغسلافية ترجم الكتاب إلى هذه اللغة عام 1974 م

•	بعد هذه الترجمة ترجم الكتاب إلى لغات عدة في مختلف العالم.

في نهاية عام 1995 ظهرت ترجمة الكتاب إلى اللغة الألبانية

•	في شهر أيلول عام 2002 ظهرت ترجمة الكتاب إلى اللغة العربية